# Драй-тулінг

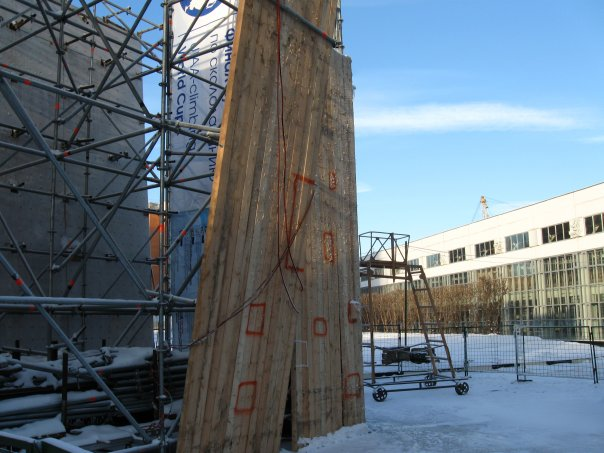
Щит для драй-тулінгу в палаці дитячого спорту, Росія

Драй-тулінг (англ. Dry-tooling) — вид скелелазіння, а точніше льодолазіння, по нельодяній поверхні з використанням льодолазного обладнання такого як  кішки, льодовий інструмент або айс-фіф.
Щодо драй-тулінгу існує багато суперечок серед спортсменів. Одні схвалюють його як новий захопливий вид скелелазіння, в той час як інші не люблять його за нетрадиційні методи і шкоду, що завдається кам'яним поверхням.
У деяких спортивних центрах є спеціальні щити для драй-тулінгу, а перше змагання з драй-тулінгу в приміщенні проводилося в Глазго, Шотландія в березні 2003 року.